# Filarmónica de San Petersburgo
La Filarmónica de San Petersburgo (en ruso: Санкт-Петербургская филармония) es una sociedad musical de San Petersburgo, Rusia, fundada en 1802. 
Dispone de dos auditorios. El más famoso es el Bolshoi Zal (la Gran Sala), inaugurada en 1839 y diseñada por el arquitecto P. Jacot (si bien la fachada se debe a Carlo Rossi). Aquí tienen su sede dos orquestas sinfónicas de fama mundial: la Orquesta Filarmónica de San Petersburgo y la Orquesta Sinfónica Académica de San Petersburgo.
Por su parte, la Malii Zal (La Sala Pequeña) se encuentra en el n.º 30 de la Perspectiva Nevski.